# Martin Jahn
Martin Jahn (Janus, Jähn, Jahn, Jan) est un pasteur allemand et poète né vers 1620 à Mersebourg en Saxe-Anhalt et décédé en 1682 à Ohlau (Olawa aujourd'hui), en Basse-Silésie.

## Biographie
On sait qu'il est enregistré à l'université de Königsberg le 14 mars 1644 avec, déjà, une probable formation musicale. Il est alors nommé cantor à Steinau an der Oder (aujourd'hui Ścinawa) en Basse-Silésie. Les troubles de la Guerre de trente Ans le conduisent en Basse-Lusace et on le retrouve à Sorau (aujourd'hui Żary en Silésie) à la direction musicale des églises protestantes. En 1654, Martin Jahn se retrouve à Sagan (aujourd’hui Żagań) comme recteur et cantor à l'école de la ville. Après d'autres pérégrinations, il finit à Ohlau comme cantor ou règne Louise d'Anhalt-Dessau.
Johann Sebastian Bach reprend le texte de son choral Jesu, meiner Seelen Wonne (Jésus, délices de mon âme) dans ses cantates BWV 147 et 154 ainsi que dans ses chorals BWV 359 et 360.